# ایرباس هلیکوپترز وی‌اس‌آر۷۰۰
ایرباس هلیکوپترز وی‌اس‌آر۷۰۰(به انگلیسی: Airbus Helicopters VSR700) در یک بالگرد شناسایی بدون سرنشین است که در حال حاضر توسط ایرباس هلیکوپترز (یوروکوپتر سابق) در حال توسعه است.

## مشخصات فنی
داده‌ها از Airbus
ویژگی‌های عمومی
- ظرفیت: ۱۰۰ کیلوگرم محموله عملیاتی
- طول: ۶٫۲ متر (۲۰ فوت ۴ اینچ)
- عرض: ۱٫۲۴ متر (۴ فوت ۱ اینچ)
- ارتفاع: ۲٫۲۸ متر (۷ فوت ۶ اینچ)
- بیشترین وزن برخاست: ۷۰۰ کیلوگرم (۱٬۵۴۳ پوند)
- ظرفیت سوخت: ۱۸۵ لیتر
- پیشرانه: ۱ عدد  موتور دیزل Thielert Centurion 2.0, ۱۱۶ کیلووات (۱۵۵ اسب بخار)
- قطر روتور اصلی:  ۷٫۲ متر (۲۳ فوت ۷ اینچ)

عملکرد
- سرعت کروز: ۲۲۰ کیلومتر بر ساعت (۱۴۰ مایل بر ساعت، ۱۲۰ گره)
- مداومت پروازی: ۱۰ ساعت یا >۸ ساعت 100nm (185 km, 115 miles) from the boat.
- حداکثر ارتفاع: ۶٬۰۰۰ متر (۲۰٬۰۰۰ فوت)

## همچنین ببینید
توسعه‌های مرتبط
- گیمبال کبری جی-۲

بالگردهای با عملکرد، پیکربندی و یا دوره زمانی مشابه
- نورثروپ گرومن ام‌کیو-۸ فایر اسکات